# Cheiracanthium torricellianum
Cheiracanthium torricellianum là một loài nhện trong họ Miturgidae.
Loài này thuộc chi Cheiracanthium. Cheiracanthium torricellianum được Embrik Strand miêu tả năm 1911.